# Spilta
Spilta är ett bås som är anpassat för häst och som består av tre väggar och är öppen mot stallgången. 
I en spilta är hästen uppbunden med ett grimskaft som löper genom en metallring som är fastsatt i väggen framför hästen. Hästen står med bakdelen mot gången. 

## Sverige
I Sverige får enligt djurskyddslagen en häst inte hållas bunden i spilta mer än sammanlagt 16 timmar per dygn. 
Man får numera inte bygga nya stall med spiltor, utan de ska i stället inredas med så kallade hästboxar. I en box är hästen inte uppbunden utan har utrymme att röra sig fritt. Boxen är vanligtvis avskärmad mot grannboxen med en vägg som är lagom hög så att hästarna på ömse sidor om väggen kan få kontakt med varandra genom ett ovanpå väggen monterat galler. Dörren mot stallgången kan också vara försedd med öppningsbart galler. Jordbruksverket har utfärdat detaljerade bestämmelser som gäller för inredningen i stall och byggnader för hästar.
Spiltor användes vanligen i ridskolestall eftersom de var smidigare för verksamheten och tog mindre plats än boxar. Ridskolehästar ansågs få sitt rörelsebehov tillfredsställt genom att gå flera timmar på lektion.

## Bilder

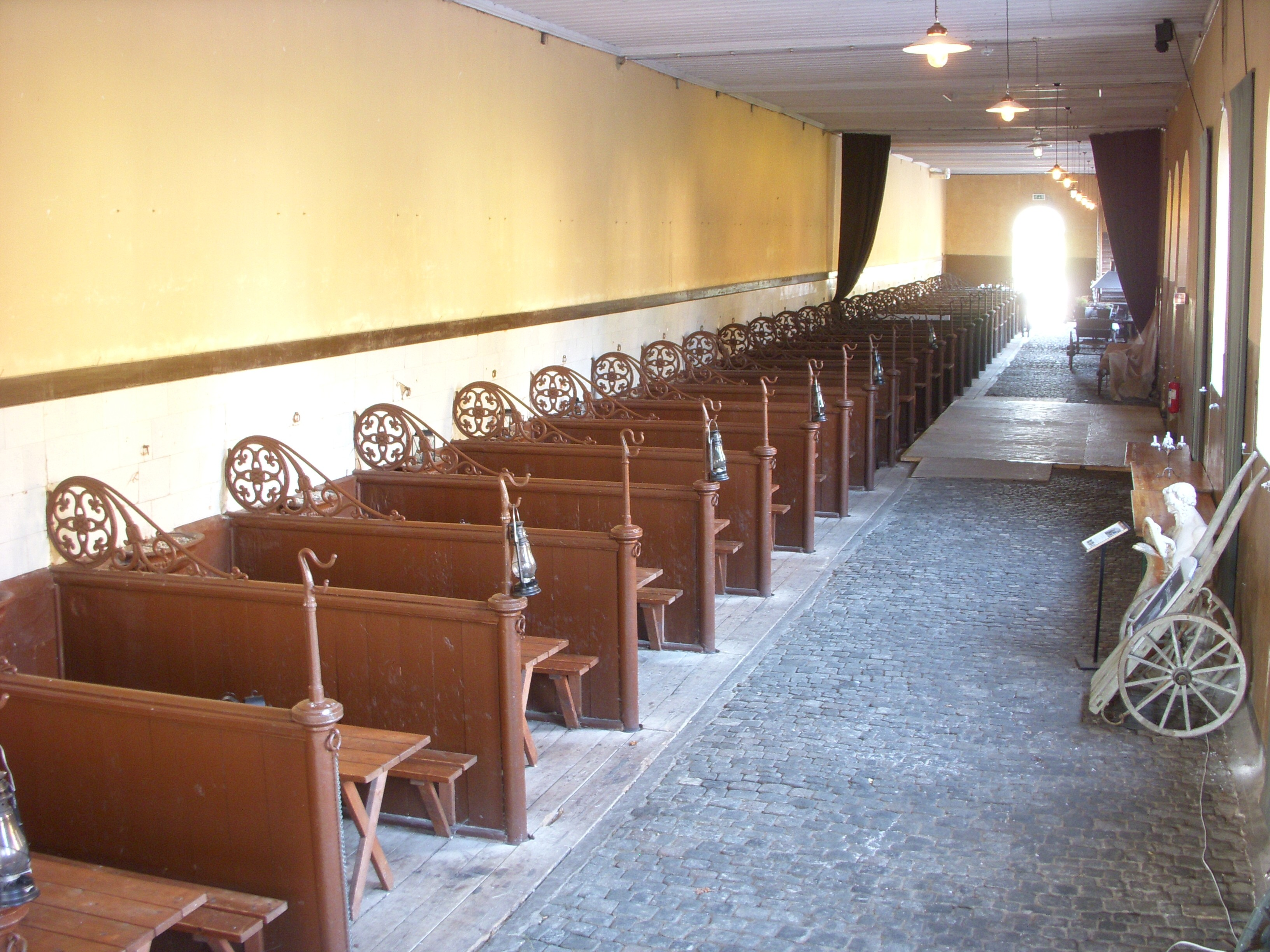
Spiltorna i stallet på Tullgarns slott, numera servering
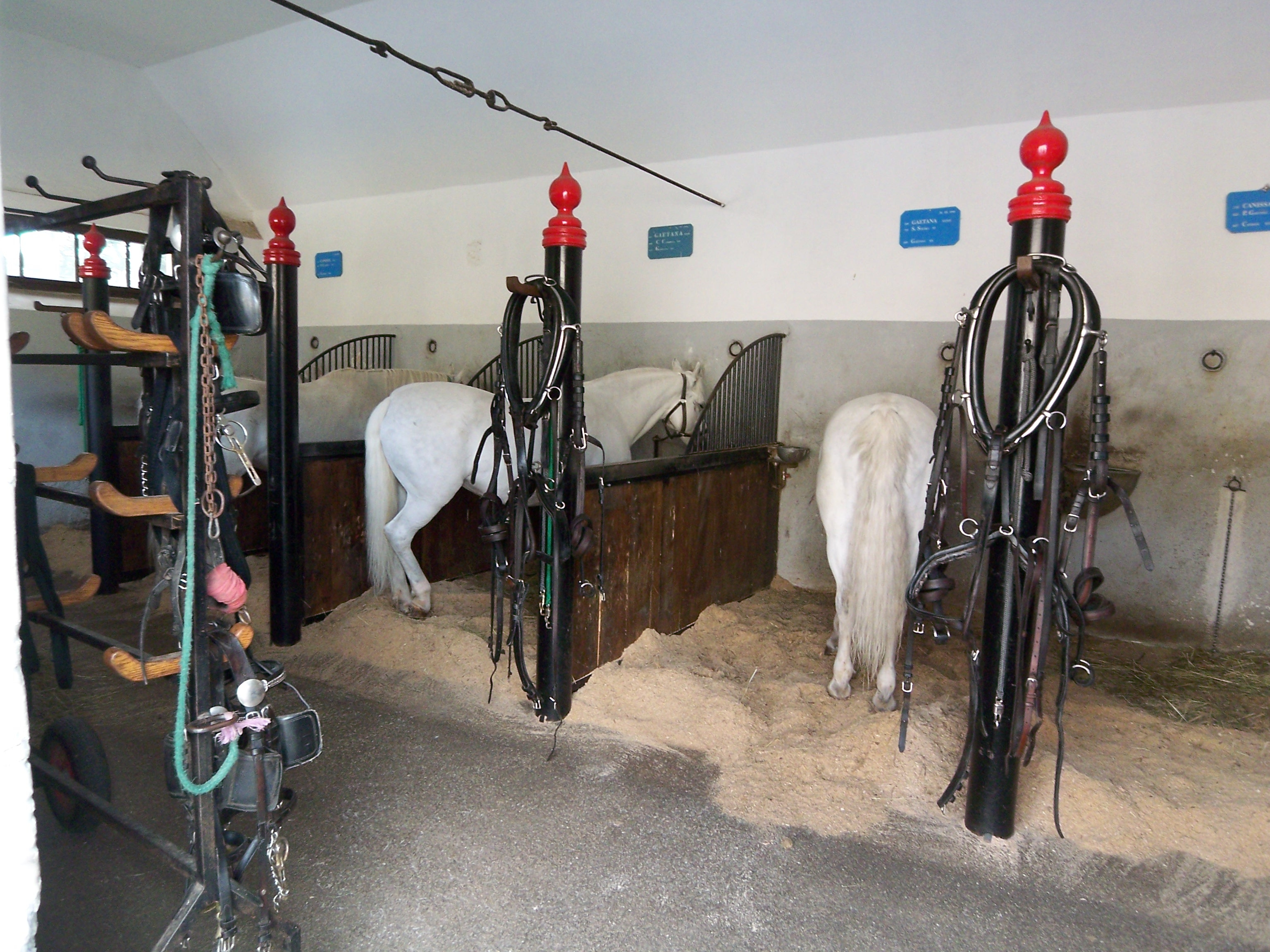
Spiltor i ett historiskt häststall
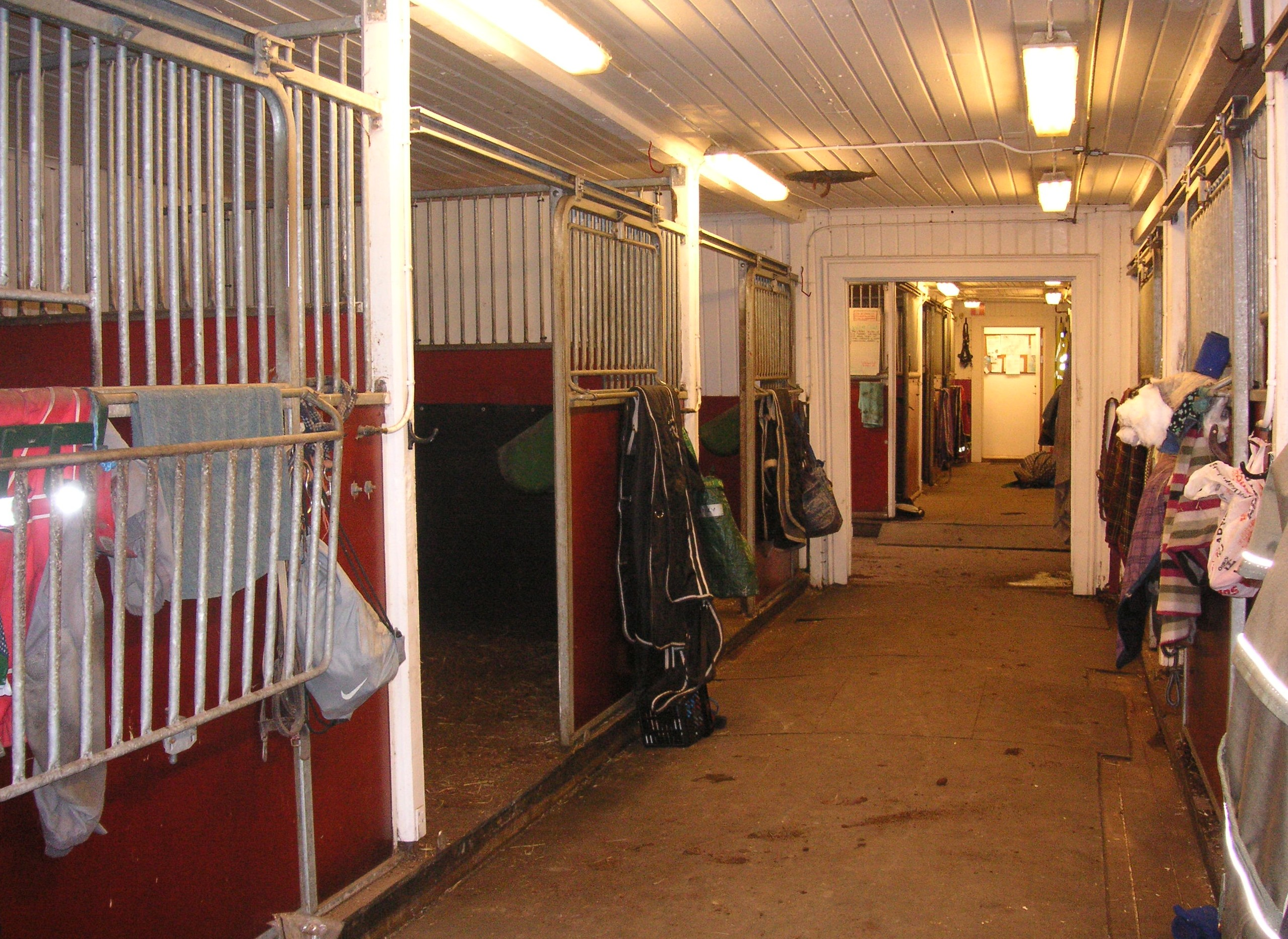
Slutna hästboxar på Balingsta gård
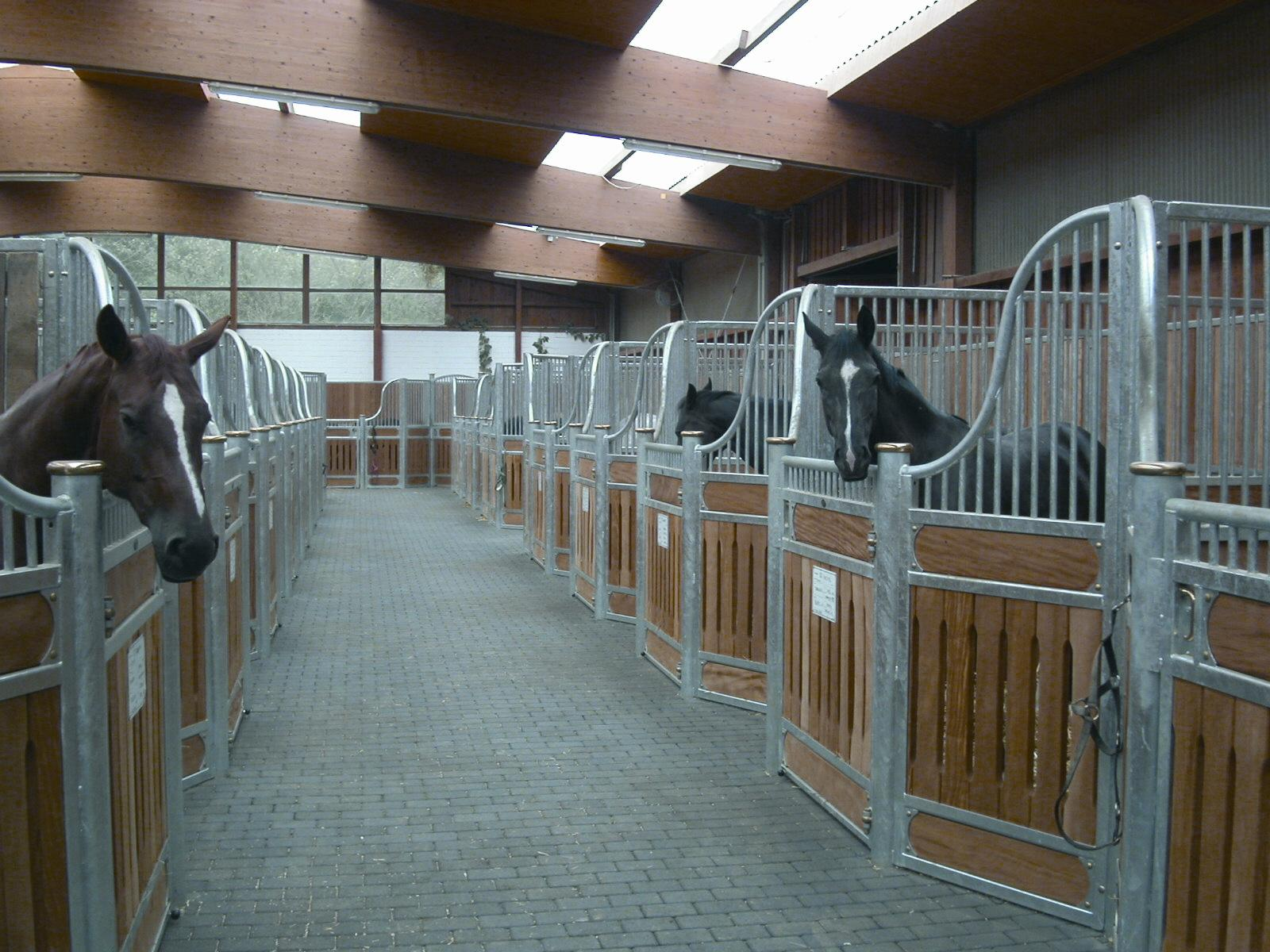
Moderna, öppna hästboxar